# Łomża

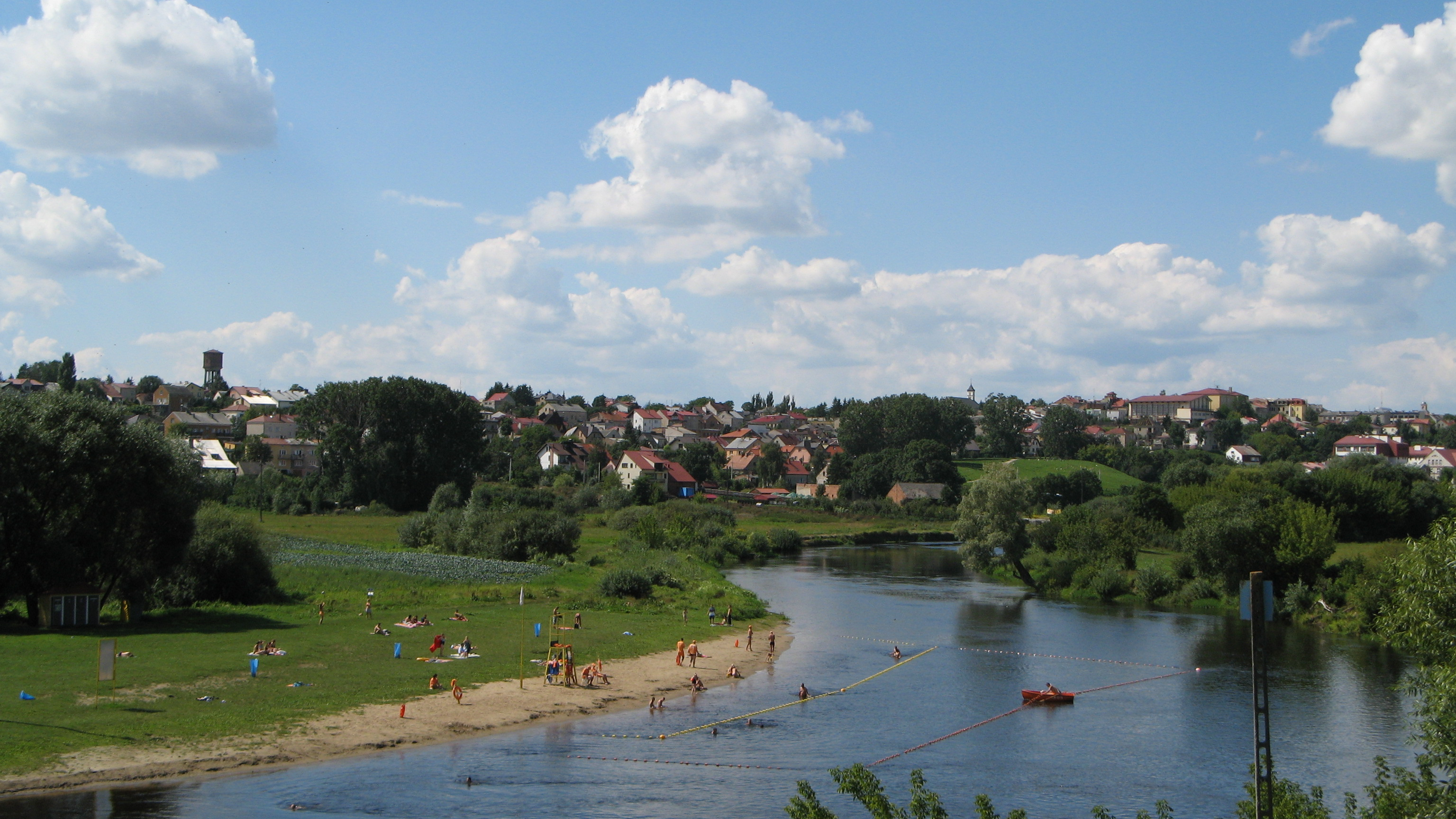
Łomża

Łomża [ˈwɔmʐa] (deutsch Lomscha, veraltet Lumbsee oder Lumbse) ist eine kreisfreie Stadt in der Woiwodschaft Podlachien, Polen, am Fluss Narew. Sie ist Sitz einer Gmina und des Powiat Łomżyński, denen sie nicht angehört.

## Geschichte
Ende des 9. Jahrhunderts entstand eine erste unbefestigte Siedlung auf dem fünf Kilometer östlich, jenseits des Narew, gelegenen Burgberg. In der ersten Hälfte des 11. Jahrhunderts gab es dort eine kleine Burg, die nach ihrer Zerstörung durch ein Feuer im 12. Jahrhundert vergrößert und besser gesichert wieder aufgebaut wurde. In der Nähe wurde eine Siedlung angelegt, die heute den Namen Stara Łomża (Alt-Łomża) trägt. Nachdem durch die polnisch-litauische Union von 1386 die Gefahr aus dem Osten nachgelassen hatte, entschloss man sich – wohl aus wirtschaftlichen Gründen – dazu, die Siedlung zu verlegen und administrativ neu zu gliedern. Dieser Prozess wurde durch die Verleihung des Stadtrechts nach Kulmer Recht im Jahre 1418 abgeschlossen.
Vom 15. bis zum 17. Jahrhundert war Łomża eine der größten Städte Masowiens, mit dem zusammen es im Jahre 1526 als königliche Stadt an Polen fiel. Es war ein wichtiges Handelszentrum für Getreide und Holz in der Region. Mit den Überfällen der Schweden im 17. Jahrhundert (Sintflut) begann der Niedergang der Stadt, der sich bis zu den Teilungen Polens fortsetzte, bei denen die Stadt 1795 zu Preußen kam, um ab 1807 zum Herzogtum Warschau zu gehören. Nach dem Wiener Kongress fiel es dem russischen Teilungsgebiet Kongresspolen zu. Im 19. Jahrhundert entstand eine bescheidene Lebensmittel-, Leder- und Holzindustrie. Seit dem 16. Jahrhundert bis zum Zweiten Weltkrieg entwickelte sich die Stadt zu einem großen jüdischen Zentrum. Um 1900 lag der Anteil der jüdischen Bevölkerung bei 53,8 %.
Während des Ersten Weltkriegs wurde die Stadt 1915 von den Deutschen besetzt, die hier ein Internierungslager einrichteten. Umkämpft war Łomża auch im Polnisch-Sowjetischen Krieg 1919/1920. Im wieder entstandenen Polen gehörte es zur Woiwodschaft Białystok und erhielt 1925 einen Bischofssitz, allerdings setzte sich die Bevölkerung in jenen Jahren mehrheitlich aus Juden zusammen (ca. 56 % im Jahre 1939).
1939 wurde die Stadt nach dem deutschen Überfall auf Polen bis zum 10. September 1939 von polnischen Truppen verteidigt. (→Schlacht bei Wizna,→Schlacht bei Łomża) Auf den Rückzug der polnischen Truppen am 10. September 1939 folgte eine kurze Periode deutscher Besatzung ab dem 11. September 1939. Infolge des deutsch-sowjetischen Nichtangriffspakts wurde die Stadt von der deutschen Wehrmacht am 29. September 1939 an die Sowjetunion übergeben und der Weißrussischen Sozialistischen Sowjetrepublik angegliedert. Im Juni 1941 rückten die Deutschen im Zuge des deutschen Angriffs auf die Sowjetunion erneut in die Stadt ein und errichteten ein Ghetto für etwa 9000 Juden, von denen sie über 3000 erschossen und die Übrigen ins Vernichtungslager Treblinka deportierten. Die Stadt selbst wurde dem Bezirk Bialystok angegliedert. Durch die Kriegshandlungen wurden 70 Prozent der Gebäude der Stadt zerstört. Nach der Befreiung am 13. September 1944 war Łomża im Nachkriegspolen von 1975 bis 1998 Sitz der Woiwodschaft Łomża. Nach der Verwaltungsreform ist die Stadt nur noch Verwaltungssitz eines Kreises in der Woiwodschaft Podlachien.

## Landgemeinde
Zur Landgemeinde Łomża gehören 43 Ortschaften, davon 40 mit einem Schulzenamt. Die Stadt Łomża ist Sitz dieser Landgemeinde, gehört ihr aber nicht an.

## Sehenswürdigkeiten
- Kathedrale, spätgotisch, ca. 1526 abgeschlossen
- Bischofspalais, neoklassizistisch (1925)
- Rathaus, klassizistisch (1822/1823)
- Markthalle (1928)
- Kapuzinerkloster mit -kirche (1770–1798, Barock)
- Kościół Wniebowzięcia NMP (Mariä-Himmelfahrts-Kirche) (1877 als Garnisonskirche für Orthodoxe erbaut)
- Brama Napoleona (Napoleonstor) (Eingang zu einem Haus, in dem sich Napoleon bei seinem Moskaufeldzug aufhielt)
- Zwei jüdische Friedhöfe (an der Zielona- und der ul. Wąska-Straße)

## Hochschulen und kulturelle Einrichtungen
- Państwowa Wyższa Szkoła Informatyki i Przedsiębiorczości (Staatliche Hochschule für Informatik und Unternehmertum)
- Wyższe Seminarium Duchowne (Höheres Priesterseminar)
- Wyższa Szkoła Agrobiznesu (Hochschule für Agrarbusiness)
- Wyższa Szkoła Zarządzania i Przedsiębiorczości im. Bogdana Jańskiego (Bogdan-Jański-Hochschule für Verwaltung und Unternehmertum)
- Kolegium Języków Obcych (Fremdsprachenkolleg, deutsch und englisch)

- Filharmonia Kameralna im. Witolda Lutosławskiego w Łomży (Kammerphilharmonie Łomża)
- Teatr Lalki i Aktora w Łomży (Puppentheater Łomża)
- Muzeum Północno-Mazowieckie w Łomży (Nordmasowisches Museum) – 1948 gegründet, mit einer Bernsteinausstellung und archäologischen sowie ethnographischen Beständen
- Galeria Sztuki Współczesnej (Galerie zeitgenössischer Kunst)

## Persönlichkeiten
- Roman Dmowski (1864–1939), Politiker, starb im Dorf Drozdowo bei Łomża
- Jakob Elias Poritzky (1876–1935), deutscher Schriftsteller und Theater-Regisseur russischer Herkunft
- Isaak HaLevy Herzog (1888–1959), Oberrabbiner von Irland und Hauptrabbiner von Israel
- Mordchaj Wajsberg (1902 – nach dem 1. September 1939), Logiker und Mathematiker der Lemberg-Warschau-Schule
- Bernard Mark (1908–1966), Historiker, Essayist, Publizist und Leiter des Jüdisch Historischen Instituts in Warschau
- Witold Lutosławski (1913–1994), Komponist und Dirigent, lebte bis zu seinem 15. Lebensjahr Im Dorf Drozdowo bei Łomża
- Ryszard Bender (1932–2016), Historiker und Politiker
- Celina Jesionowska (* 1933), Sprinterin
- Zbigniew Bargielski (* 1937), Komponist
- Marek Zaleski (* 1952), Literaturhistoriker, Literaturkritiker und Essayist
- Barbara Szlachetka (1956–2005), Leichtathletin
- Artur Gąsiewski (* 1973), Sprinter
- Piotr Domalewski (* 1983), Theater- und Filmschauspieler, Filmregisseur und Drehbuchautor
- Adam Kownacki (* 1989), Boxer

## Politik

### Stadtpräsident
An der Spitze der Stadtverwaltung steht der Stadtpräsident. Seit 2014 ist dies Mariusz Chrzanowski, der damals der PiS angehörte. Nachdem er 2018 nicht wieder nominiert wurde, trat er mit einem eigenen Wahlkomitee an und wurde daraufhin aus der Partei ausgeschlossen. Die turnusmäßige Wahl im April 2024 führte zu folgenden Ergebnis:
- Mariusz Chrzanowski (Wahlkomitee Mariusz Chrzanowski) 51,6 % der Stimmen
- Dariusz Domasiewicz (Wahlkomitee „Dariusz Domasiewiczs Freundliches Łomża“) 40,8 % der Stimmen
- Lech Antoni Kołakowski (Wahlkomitee Lech Antoni Kołakowski) 7,6 % der Stimmen

Damit wurde Amtsinhaber Chrzanowski bereits im ersten Wahlgang wiedergewählt.
Die turnusmäßige Wahl im Oktober 2018 führte zu folgenden Ergebnis:
- Mariusz Chrzanowski (Wahlkomitee Mariusz Chrzanowski) 44,2 % der Stimmen
- Agnieska Muzyk (Prawo i Sprawiedliwość) 23,0 % der Stimmen
- Maciej Borysewicz (Koalicja Obywatelska) 21,3 % der Stimmen
- Tadeusz Zaremba (Wahlkomitee „Freundliches Łomża“) 5,1 % der Stimmen
- Zbigniew Prosiński (Wahlkomitee „Parteilose Verwaltung“) 3,9 % der Stimmen
- Übrige 2,5 % der Stimmen

In der notwendigen Stichwahl setzte sich Chrzanowski klar mit 76,0 % gegen die PiS-Kandidatin Muzyk durch und wurde damit wiedergewählt.

### Stadtrat
Der Stadtrat umfasst 23 Mitglieder, die direkt gewählt werden. Die Wahl im April führte zu folgendem Ergebnis:
- Prawo i Sprawiedliwość (PiS) 29,6 % der Stimmen, 8 Sitze
- Koalicja Obywatelska (KO) 25,0 % der Stimmen, 5 Sitze
- Wahlkomitee „Dariusz Domasiewiczs Freundliches Łomża“ 21,6 % der Stimmen, 5 Sitze
- Wahlkomitee Mariusz Chrzanowski 21,0 % der Stimmen, 5 Sitze
- Wahlkomitee Lech Antoni Kołakowski 2,8 % der Stimmen, kein Sitz

Die Wahl im Oktober 2018 führte zu folgendem Ergebnis:
- Prawo i Sprawiedliwość (PiS) 29,6 % der Stimmen, 8 Sitze
- Wahlkomitee Mariusz Chrzanowski 22,0 % der Stimmen, 6 Sitze
- Koalicja Obywatelska (KO) 20,2 % der Stimmen, 4 Sitze
- Wahlkomitee „Freundliches Łomża“ 14,2 % der Stimmen, 4 Sitze
- Wahlkomitee „Parteilose Verwaltung“ 8,7 % der Stimmen, 1 Sitz
- Kukiz’15 3,6 % der Stimmen, kein Sitz
- Übrige 1,9 % der Stimmen, kein Sitz

### Partnerstädte
Łomża ist mit folgenden Städten Partnerschaften eingegangen:
- Muscatine (Vereinigte Staaten)
- Swjahel (Ukraine)
- Šalčininkai (Litauen)
- Kaunas (Litauen)